# Aracnoide (anatomia)
L'aracnoide és una de les 3 meninges, les membranes protectores que cobreixen l'encèfal i la medul·la espinal. L'aracnoide és un derivat de la cresta neural mesectodèrmica de l'embrió.

## Estructura
Es relaciona externament amb la duramàter - entre elles hi trobem l'espai subdural. Aquest espai subdural és virtual, en condicions normals no hi ha espai vertader. Només serà visible quan hi hagi algun problema, com per exemple en una inflamació per vessament de vasos.
Es relaciona internament amb la piamàter - entre elles trobem l'espai subaracnoidal, el qual està ple de trabècules fibroses i LCR. És per on discorren els vasos sanguinis i també els nervis cranials.
Presenta vellositats (protrusions) que es projecten dins dels sins venosos, travessant la duramàter. El si venós que rep més vellositats és el si sagital superior, però es projecten en menor mesura en quasi tots. Aquestes vellositats serveixen per drenar el LCR per difusió a la circulació venosa. En alguns casos, sobretot amb l'edat, aquestes vellositats es calcifiquen, formant les granulacions aracnoidals.
En alguns llocs de l'encèfal l'espai subaracnoidal augmenta molt de mida, esdevé més gran. Això és el que es coneix amb el nom de cavitats o cisternes subaracnoidals. Es troben en molts llocs, però les més importants són:
- Cisterna interpeduncular: entre els peduncles cerebrals (mesencèfal)
- Cisterna prepontina: situada per davant de la protuberància.
- Cisterna magna o cerebel·lo-bulbar: és la que drena la major part del LCR que existeix a nivell del IV ventricle.